# 16 ans ou presque
Pour plus de détails, voir Fiche technique et Distribution.
16 ans ou presque est une comédie française réalisée par Tristan Séguéla, sortie en 2013.

## Synopsis
Arnaud Mustier, avocat et philosophe brillant de 34 ans, suscite l'agacement de son petit frère Jules, 16 ans.
Un jour, Arnaud est victime d'une maladie ; cette dernière crée une crise d'adolescence chez l'adulte. Aidé par Jules, il va rattraper cette phase de la vie qu'il n'a pas vécue.

## Fiche technique
- Titre original : 16 ans ou presque
- Réalisation : Tristan Séguéla
- Scénario : Eric Benzekri et Jean-Baptiste Delafon
- Décors : Jérémie Duchier
- Photographie : Pierre Aïm
- Montage : Grégoire Sivan
- Production : Mikaël Abécassis
- Société de production : Les Films du 24, TF1 Films Production
- Société de distribution : UGC Distribution
- Pays d'origine :  France
- Langue originale : français
- Format : couleur
- Genre : comédie
- Date de sortie :
  - Belgique et France : 18 décembre 2013

## Distribution
- Laurent Lafitte : Arnaud Mustier

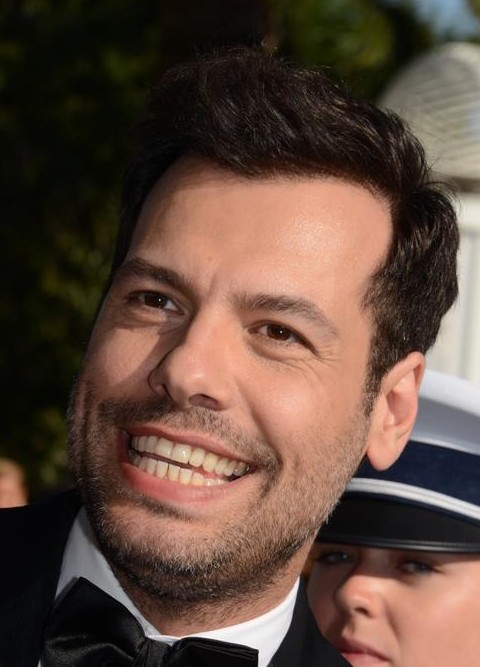
L'acteur Laurent Lafitte, pour la première fois tête d'affiche, ici au festival de Cannes 2013.

- Christophe Malavoy : Dominique Mustier
- Anne Canovas : Mme Mustier
- Victor George : Jules Mustier
- Judith El Zein : Agnès Dorgeval
- Jonathan Cohen : vendeur de kebab
- François Rollin : Bernin
- Roxane Bret : Jenny
- Lou Gala : la fille tatouée
- Pierre Tessier : un journaliste radio
- Pablo Pauly : Jahel
- Théo Chavannes : Stéphane/Kader Mathot
- Alexandre Prince : Victor
- Thomas Bonsang : Hugo
- Khadim Sylla : Gros Frédo
- Lina Benzerti : Nabila

## Diffusion télévisée en France
| Jour                     | Heure | Chaine | Audience                              |
| ------------------------ | ----- | ------ | ------------------------------------- |
| Jeudi 12 août 2021       | 21h05 | NRJ 12 | 291 000 téléspectateurs / 1,7% de PDA |
| Vendredi 10 juin 2022    | 21h05 | TFX    | 118 000 téléspectateurs / 0,6% de PDA |
| Vendredi 25 juillet 2025 | 21h10 | TFX    | 163 000 téléspectateurs / 1,1% de PDA |